# Municipio de Rock Creek (condado de Butler)
El municipio de Rock Creek (en inglés, Rock Creek Township) es un municipio del condado de Butler, Kansas, Estados Unidos. Tiene una población estimada, a mediados de 2022, de 299 habitantes.
Abarca una zona exclusivamente rural.

## Geografía
Está ubicado en las coordenadas 37°30′44″N 96°53′22″O / 37.51222, -96.88944. Según la Oficina del Censo, tiene una superficie total de 93.59 km², de los cuales 93.55 km² corresponden a tierra firme y 0.04 km² están cubiertos de agua.

## Demografía
Según el censo de 2020, en ese momento había 269 personas residiendo en la zona. La densidad de población era de 2.9 hab./km². El 90.71 % de los habitantes eran blancos, el 1.86 % eran amerindios, el 0.37 % era asiático y el 7.06 % eran de una mezcla de razas. Del total de la población, el 1.49 % eran hispanos o latinos de cualquier raza.